# Улица Лыжников
Улица Лы́жников — магистральная улица в жилом районе «Уктусский» Чкаловского административного района Екатеринбурга.

## Расположение и благоустройство

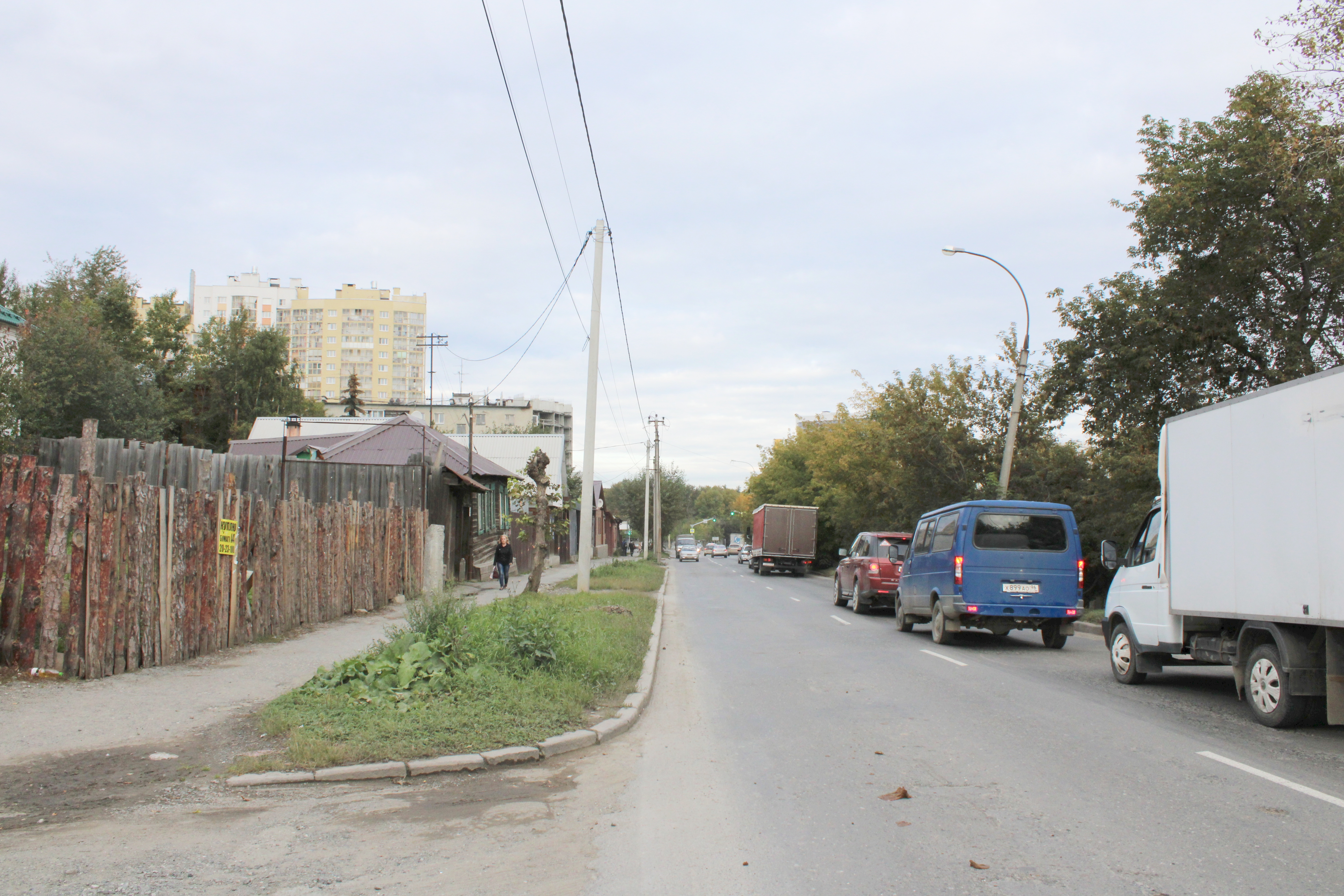
Улица Лыжников с запада на восток в сторону улицы Щербакова

Улица проходит с востока на запад между Гончарным переулком и переулком Дунитовым. Является продолжением улицы Молодогвардейцев (от моста через Исеть, рядом с примыканием Миасской улицы), заканчивается переходом в Походную улицу. Пересекается с улицей Щербакова. Примыканий других улиц нет.
Протяжённость улицы составляет около 650 метров. Ширина проезжей части — около 8 м (по одной полосе в каждую сторону движения). На протяжении улицы имеется светофор (на перекрёстке с улицей Щербакова), нерегулируемых пешеходных переходов не имеется. На начальном отрезке (до улицы Щербакова) улица с обеих сторон оборудована тротуарами и уличным освещением, на отрезке к западу от улицы Щербакова тротуары оборудованы только по чётной стороне. Нумерация домов начинается от улицы Молодогвардейцев.

## Транспорт
Автомобильное движение на всей протяжённости улицы двустороннее.

### Наземный общественный транспорт
Улица является важной районной транспортной магистралью. По улице осуществляется автобусное движение (маршруты № 38 и № 42), ходят маршрутные такси (№ 038, 056, 083). Ближайшие к началу улицы остановка общественного транспорта — «Щербакова», к концу улицы — «Лыжников».

Мост на улице Лыжников, 2021 год.

### Ближайшие станции метро
Действующих станций метро поблизости нет. Ближайшая станция 1-й линии Екатеринбургского метрополитена  «Ботаническая» находится в 2,3 км от перекрёстка с улицей Щербакова (по прямой), до неё отсюда можно добраться на любом из маршрутов, двигающихся в направлении центра города. В отдалённой перспективе рядом с улицей планируется строительство станции метро  «Уктусские Горы».